# Pac-Man (système d'arcade)
Pour les articles homonymes, voir Pac-Man (homonymie).
Le Pac-Man est un système d'arcade, destiné aux salles d'arcade, créé par la société Namco en 1980.

## Description
En 1980, Toru Iwatani invente un mythe, Namco s'occupe d'en faire des jeux vidéo... Pacman va avoir un destin hors du commun.
Le système prendra le nom du jeu emblématique de l'arcade. Le système Pacman est construit autour d'un Zilog Z80, incontournable en cette période. Le son utilise une puce Namco Custom, ainsi qu'un circuit discret pour le son dans Rally X,.
Namco va connaître le succès planétaire avec Puckman (Pac-Man aux États-Unis et en Europe ainsi que ses multiples portages, suites, adaptations, clones, dérivés en tous genres...) ou Rally X, deux standards de l'arcade.

## Spécifications techniques

### Processeur
- Processeur central : Zilog Z80 cadencé à 3,072 MHz

### Affichage
- Résolution et couleurs :
  - 224 × 288
  - 288 × 224
- Palette de 260 et 512 couleurs

### Audio
- Puce audio : Namco Custom cadencée à 0,096 MHz
- Circuits discrets  pour Rally X et New Rally X
- Capacité audio : Mono

## Liste des jeux
| Titre       | Développeur | Éditeur | Système | Genre | Date |
| ----------- | ----------- | ------- | ------- | ----- | ---- |
| New Rally X | Namco       | Namco   | Pacman  |       | 1981 |
| PuckMan     | Namco       | Namco   | Pacman  |       | 1980 |
| Rally-X     | Namco       | Namco   | Pacman  |       | 1980 |